# Mănăstirea Sâmbăta de Sus

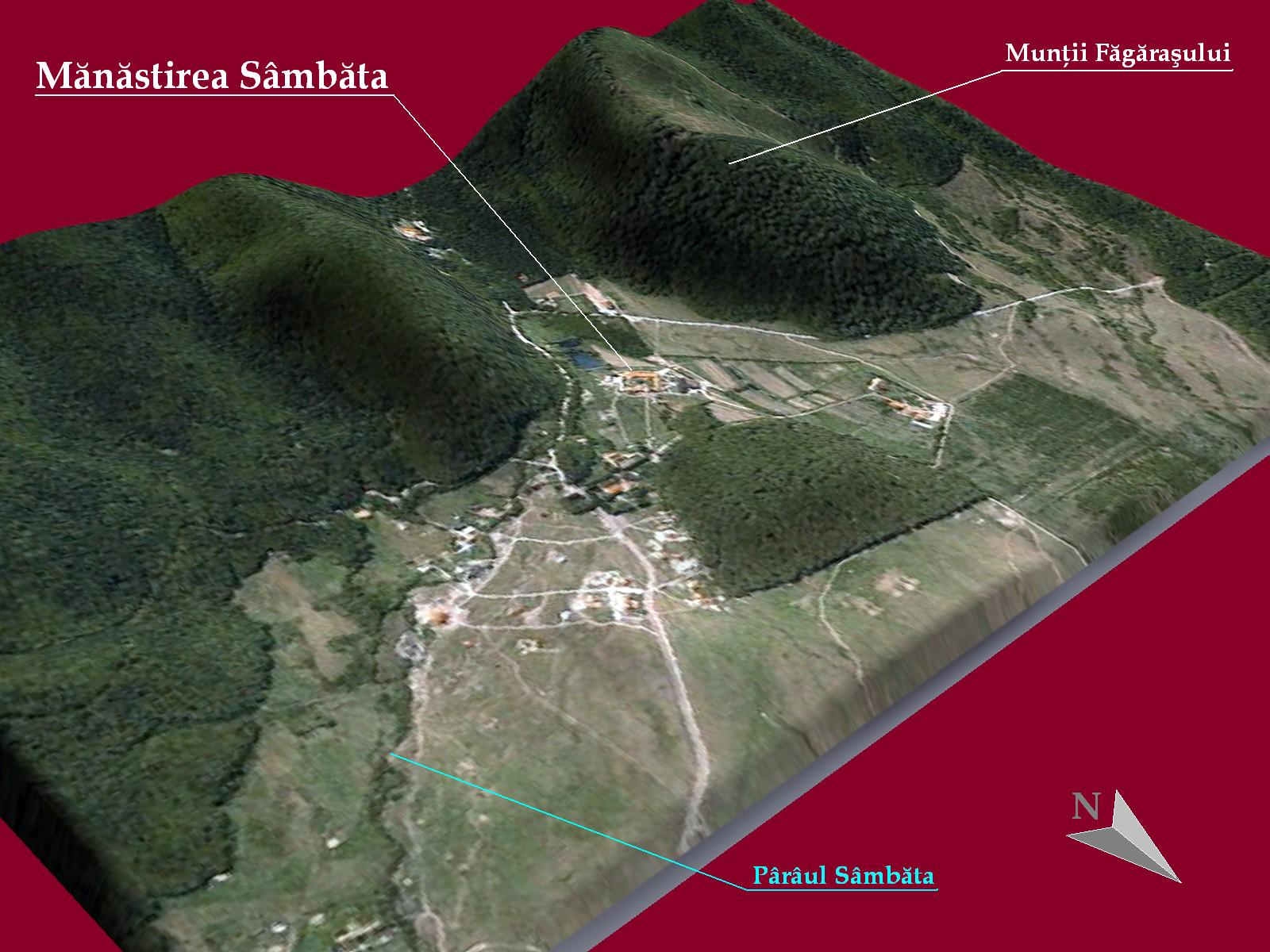
Amplasare zonală

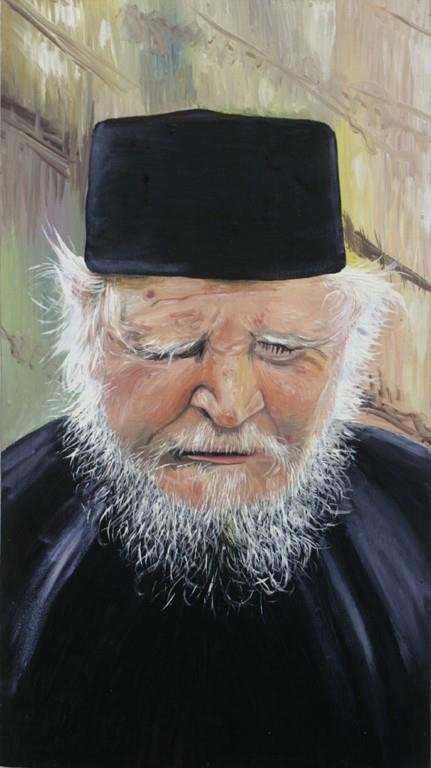
Teofil Părăian - portret realizat de Paul Mecet

Mănăstirea Sâmbăta este o mănăstire ortodoxă din România situată în comuna Sâmbăta de Sus, județul Brașov.

## Istoric
Mănăstirea Sâmbăta, cunoscută și sub denumirea Mănăstirea Brâncoveanu de la Sâmbăta de Sus, este un așezământ monahal de călugări. Inițial, a avut o biserică de lemn având dublu hram (Adormirea Maicii Domnului și Izvorul Tămăduirii), fiind construită în 1657, din inițiativa vornicului Preda Brâncoveanu. Între anii 1696–1707 s-a construit o biserică de zid, prin grija domnitorului Constantin Brâncoveanu. Picturile murale interioare au fost executate în 1766, de zugravii Ionașcu și Pană. Mănăstirea a fost dărâmată cu tunul de generalul habsburgic Preiss în 1785, în timpul răzmerițelor religioase din Ardeal.
Mitropolitul Nicolae Bălan a început restaurarea bisericii în anul 1926, iar sfințirea a fost făcută în 1946, în timpul lui Mihai I, Regele Românilor, al cărui portret votiv poate fi văzut în interiorul bisericii, Regele Mihai I, fiind un al doilea ctitor al mănăstirii. Părintelui Grovu i-au fost rezervate chestiunile gospodărești și lucrarea de rezidire a bisericii mănăstirii în ruină de la Sâmbăta de Sus și a tuturor celor legate de această mănăstire. Astfel, pe lângă zidirea bisericii, au apărut acolo două lacuri, grădină de flori, alei frumoase, livezi de pomi, grădină de zarzavat, case de locuit, dependințe gospodărești ș. a.
În locul acela pustiu și năpădit de tufișuri, după ani de muncă, a răsărit un colț de desfătare spirituală, prin frumusețea și armonia celor concepute de mitropolitul ctitor și împlinite sub conducerea neobosită a consilierului Ieronim Grovu. E de înțeles, deci, faptul că sufletește Ieronim Grovu era cel mai legat de aceste locuri, în care a pus atâta muncă și atâta suflet. Pentru vrednicia lui, pentru munca lui, pentru calitățile lui sufletești, Mitropolitul Nicolae Bălan l-a numit „devotat și harnic colaborator al nostru”, care lucrează cu „zel și conștiinciozitate”, arătându-i întotdeauna o deosebită prețuire.
În primii ani ai comunismului din România, portretul regelui fusese acoperit cu un strat de var, devenind invizibil, întrucât se dorea ștergerea oricăror referiri la monarhia română silită să se exileze în „Lumea Liberă”. Portretul Regelui Mihai I este din nou vizibil începând din primii ani după accederea la putere a lui Nicolae Ceaușescu.

## Stareții mănăstirii
- Protosinghel Arsenie Boca - între anii 1940 și 1944 - Sfântul Cuvios Marturisitor Arsenie de la Prislop
- Arhimandrit Serafim Popescu - între anii 1944 și 1954 - Sfântul Cuvios Serafim cel Răbdător de la Sâmbăta de Sus
- Arhimandrit Ioan Dinu - între anii 1955 și 1971
- Arhimandrit Veneamin Tohăneanu - între anii 1971 și 1993
- Arhimandrit Irineu Duvlea - între anii 1993 și 2000
- Arhimandrit Ilarion Urs - între anii 2000 și 2015
- Arhimandrit Atanasie Roman (din 25 iunie 2015)

### Preoți
- Arhimandrit Teofil Părăian

## Galerie foto

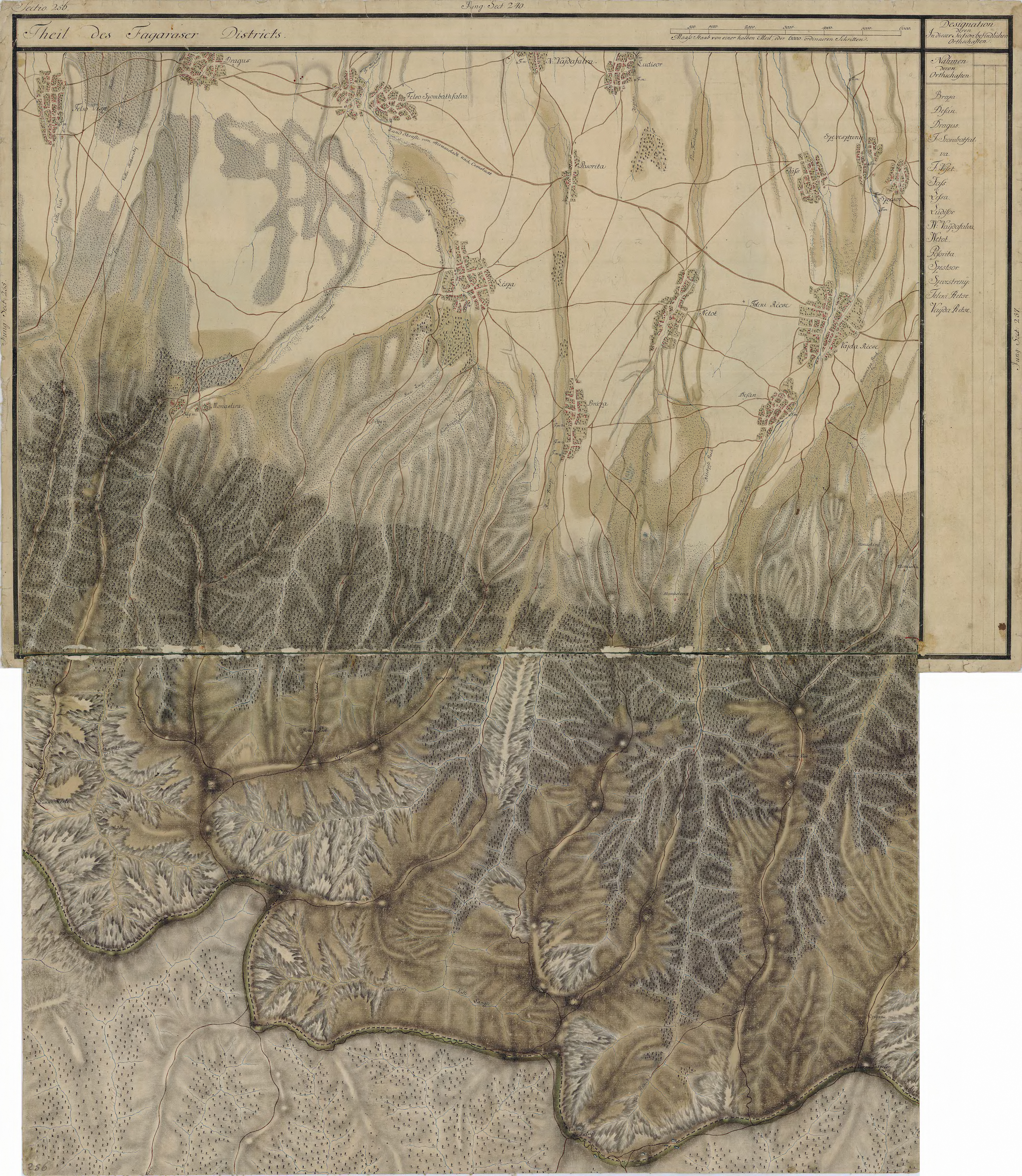
Mănăstirea Sâmbăta de Sus (Monastira) în Harta Iosefină a Transilvaniei, 1769-1773
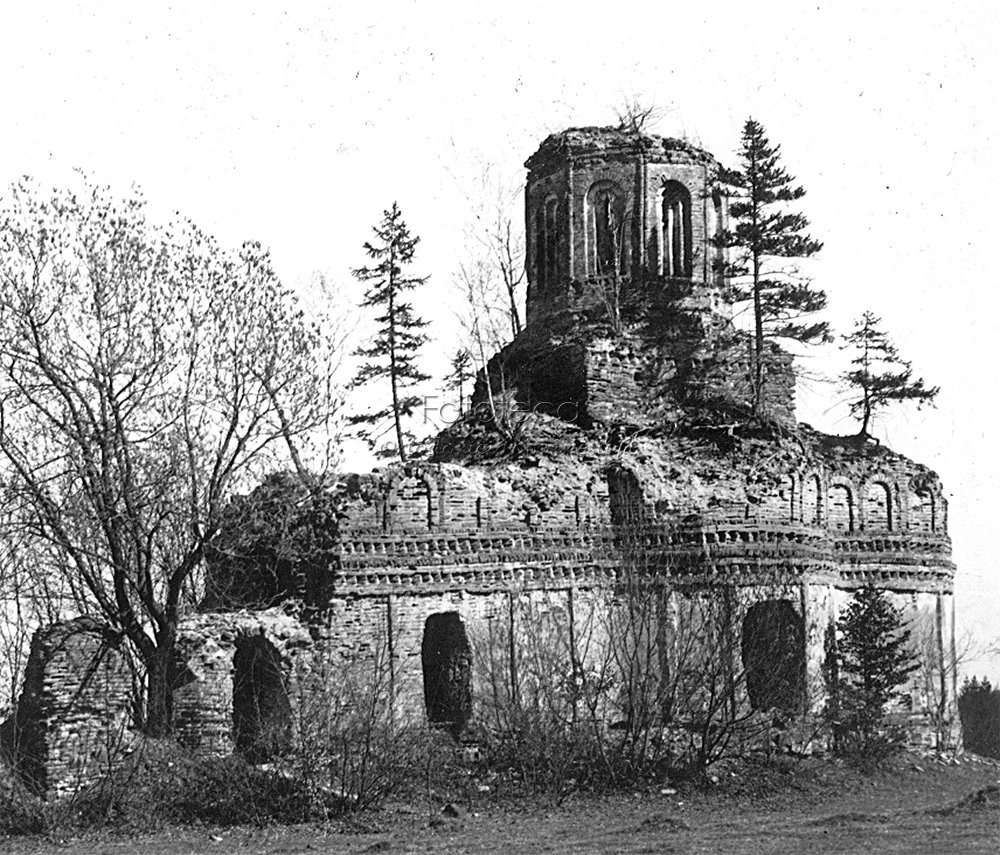
Ruinele bisericii la sfârșitul secolului al XIX-lea
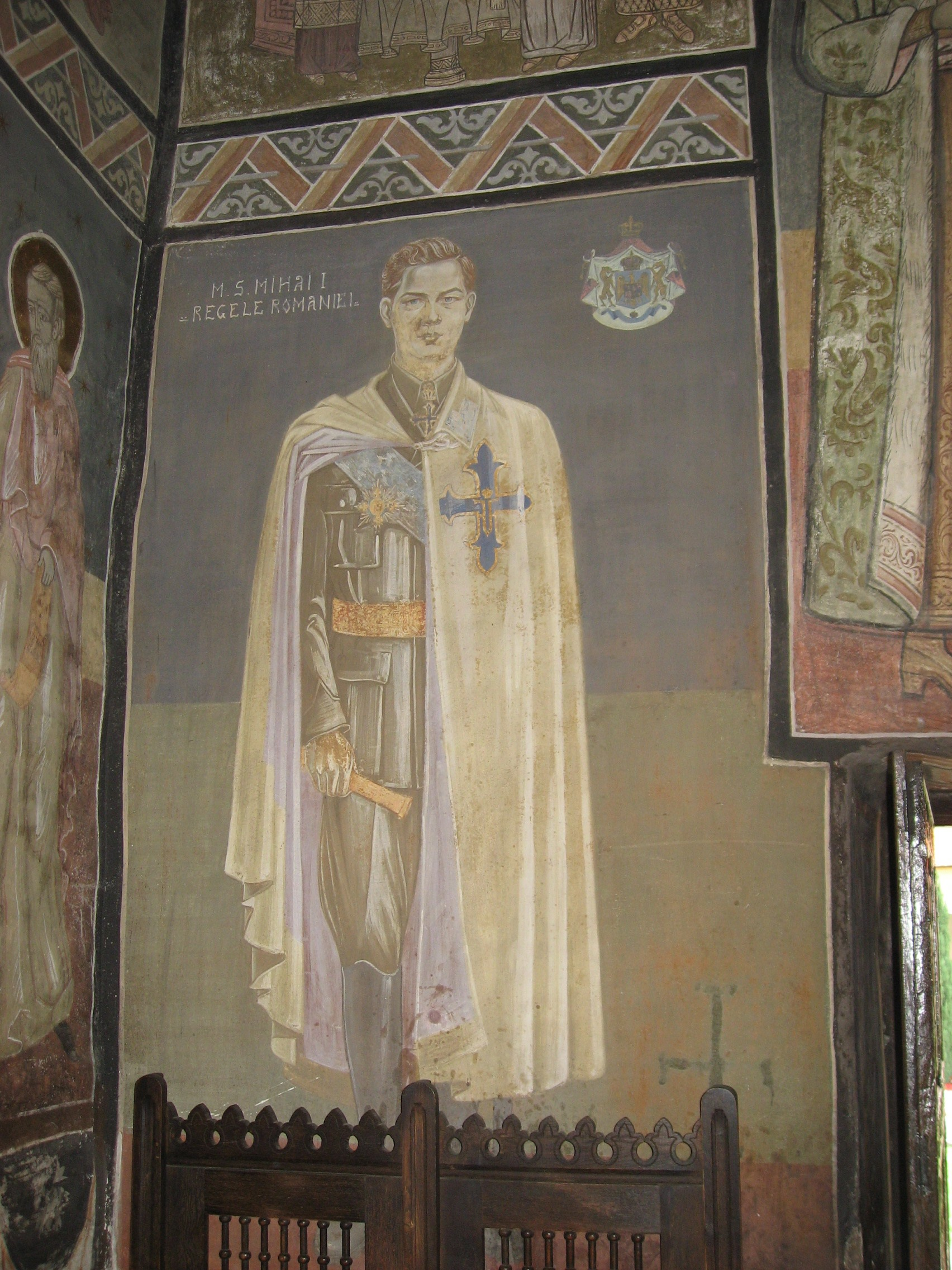
Portretul Regelui Mihai I, în interiorul bisericii rectitorite de el.
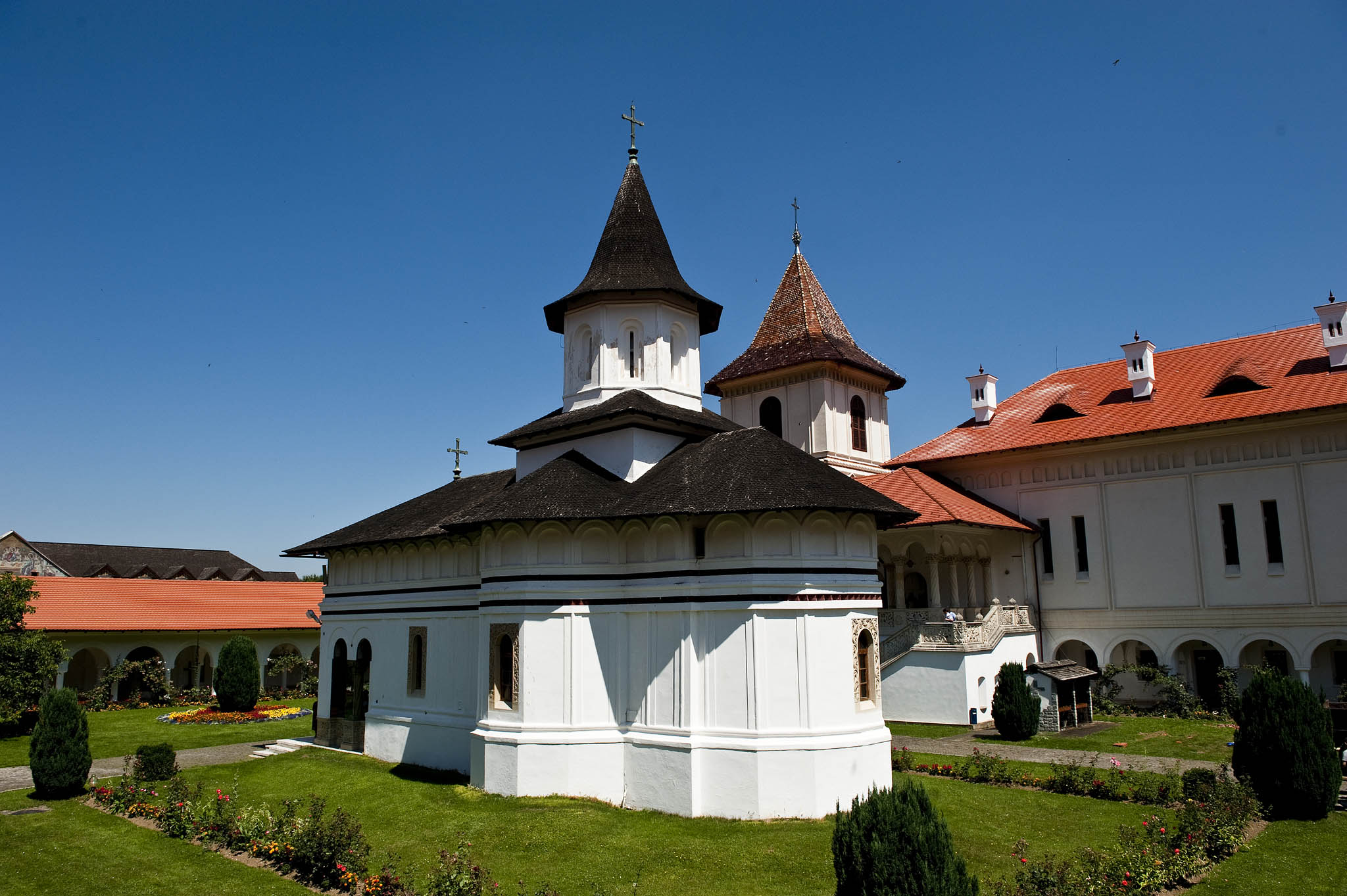
Biserica ctitorită de Constantin Brâncoveanu (vedere dinspre sud-est)
Iconostasul bisericii ctitorite de Constantin Brâncoveanu
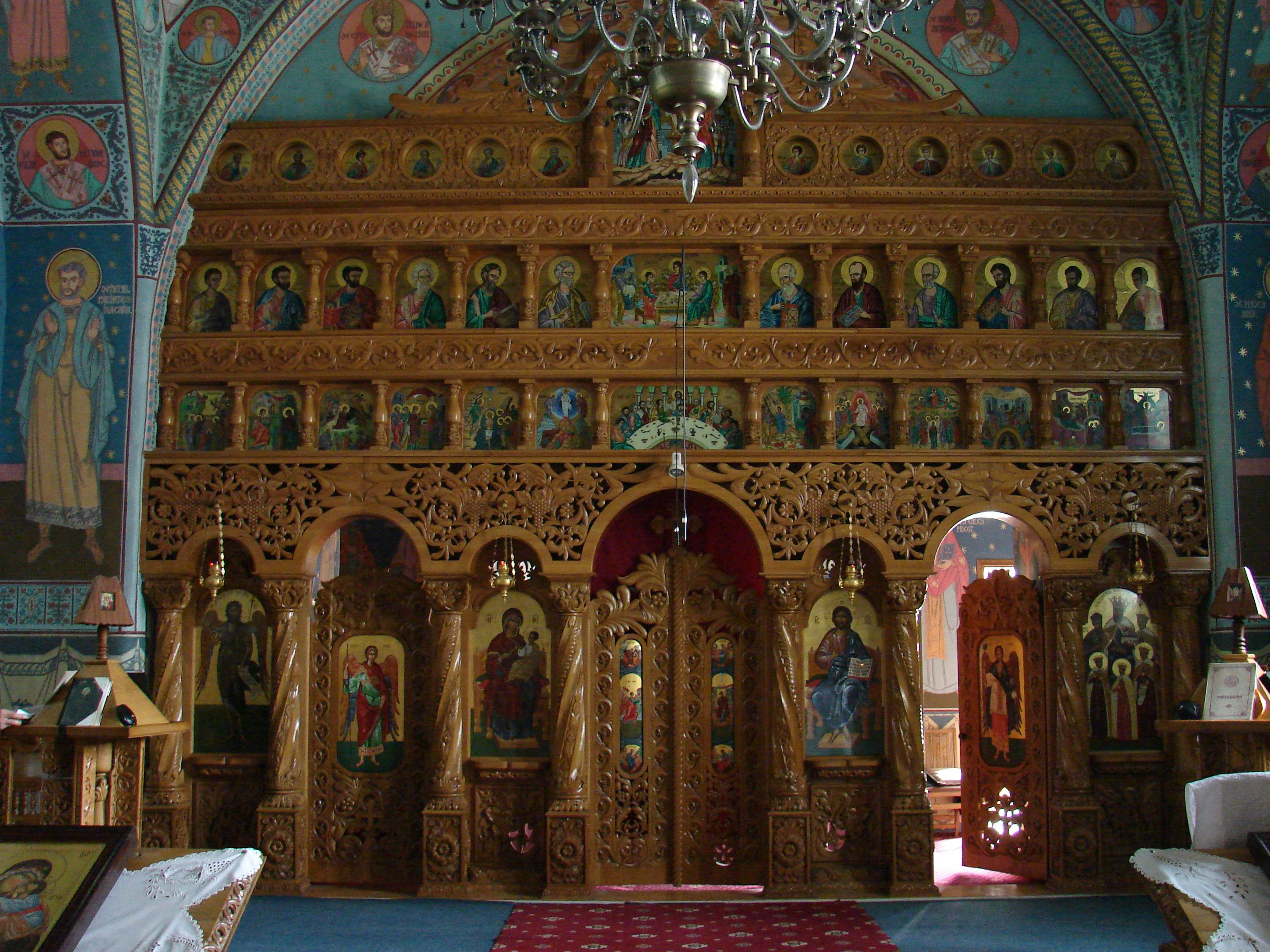
Iconostasul bisericii celei noi
Academia Sâmbăta
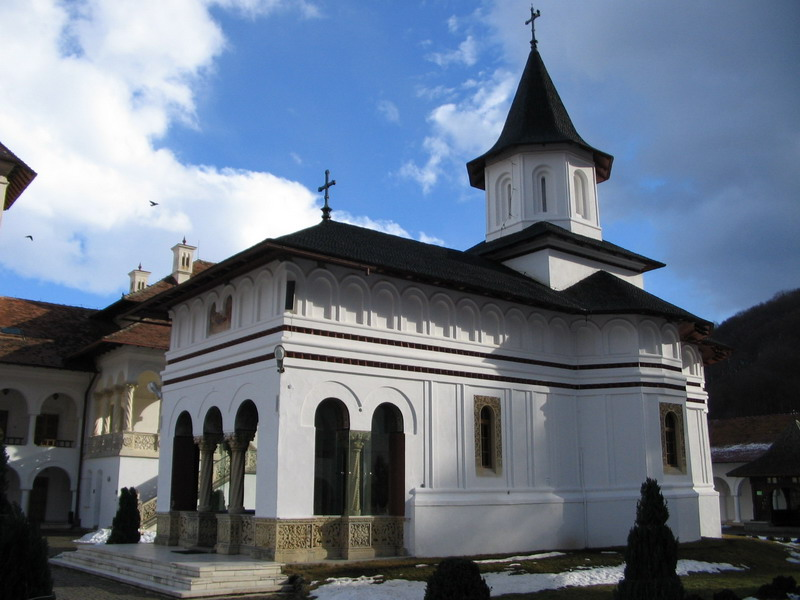
Biserica Mănăstirii, ctitorie a lui Constantin Brâncoveanu
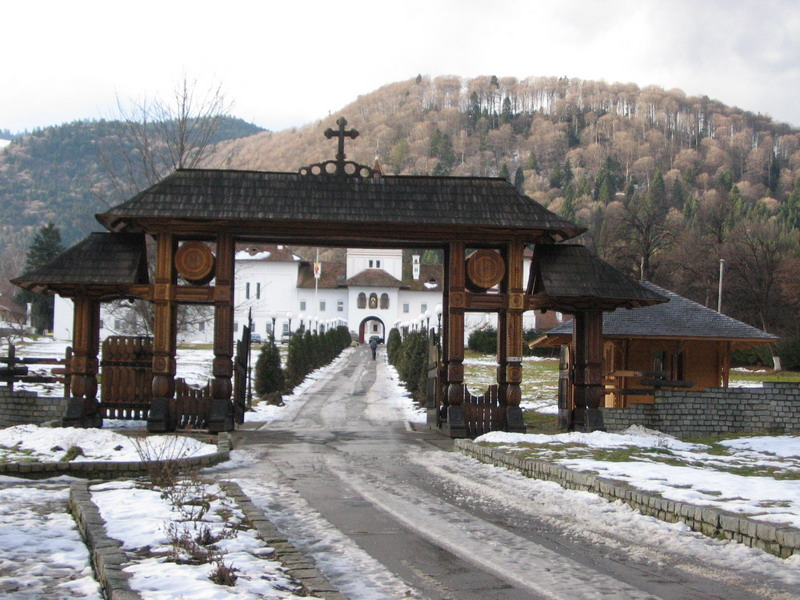
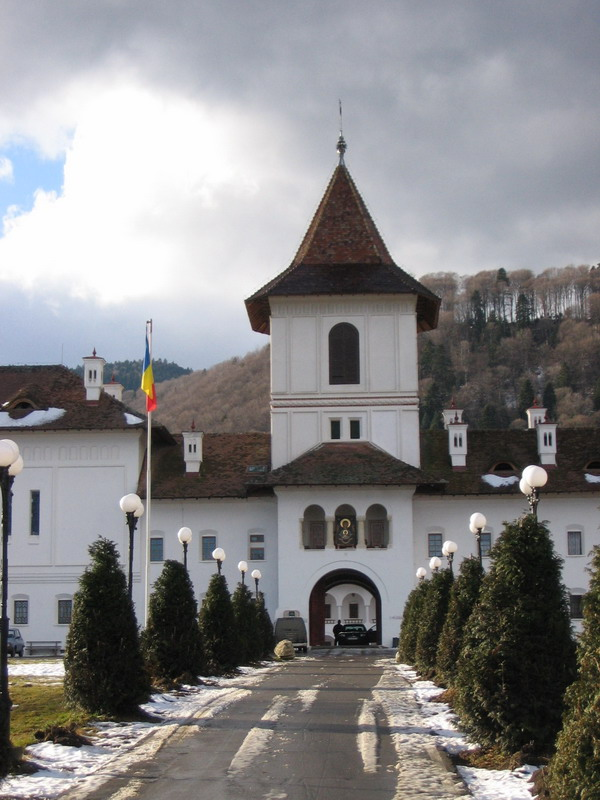
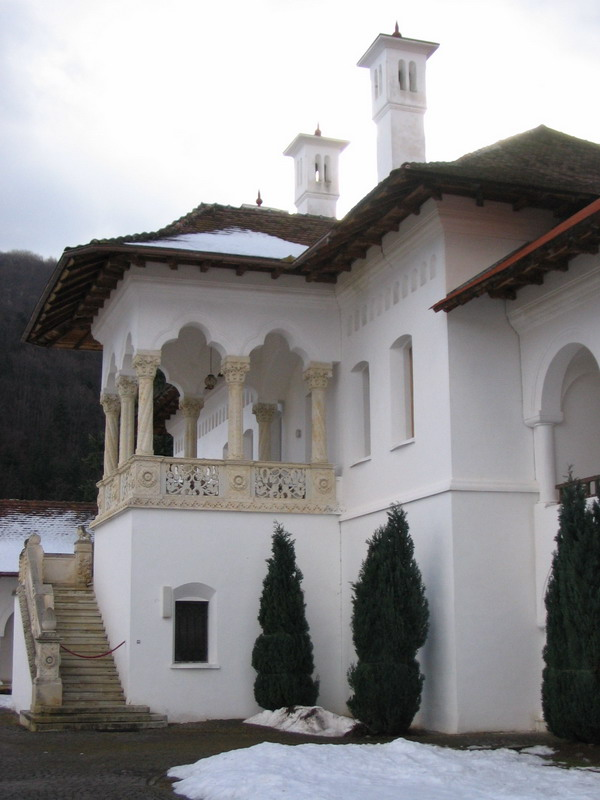
Scara spre biserica cea nouă
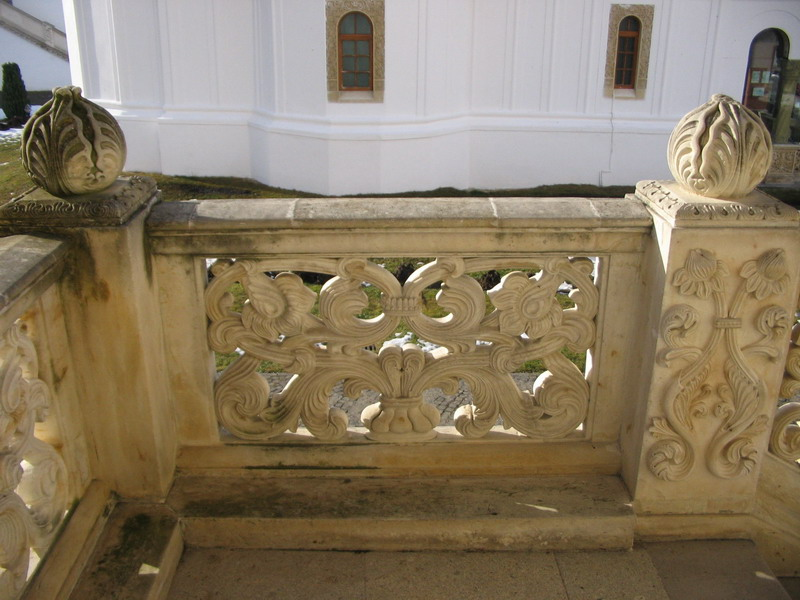
Scara spre biserica cea nouă (detaliu)
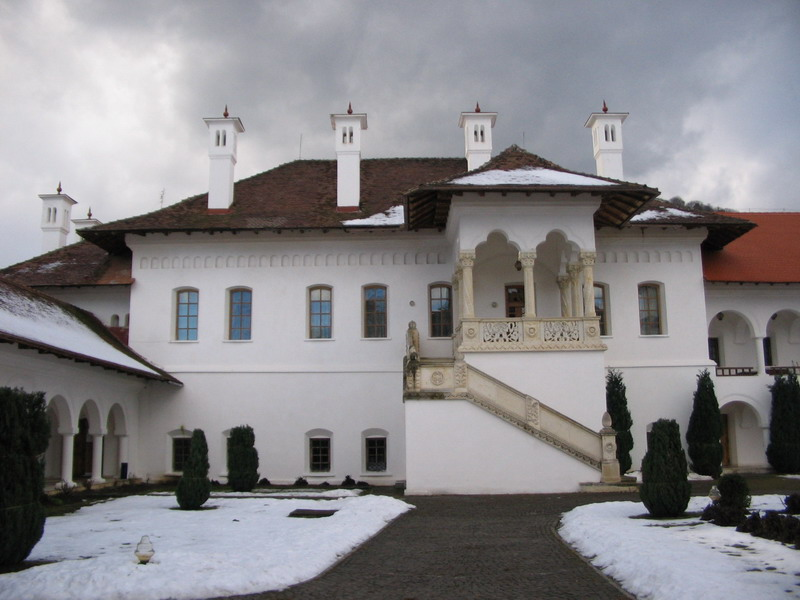
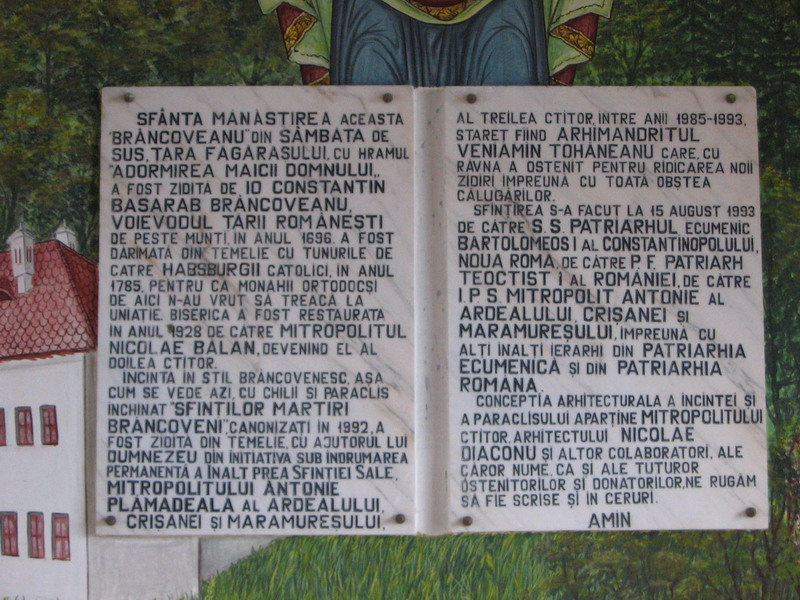
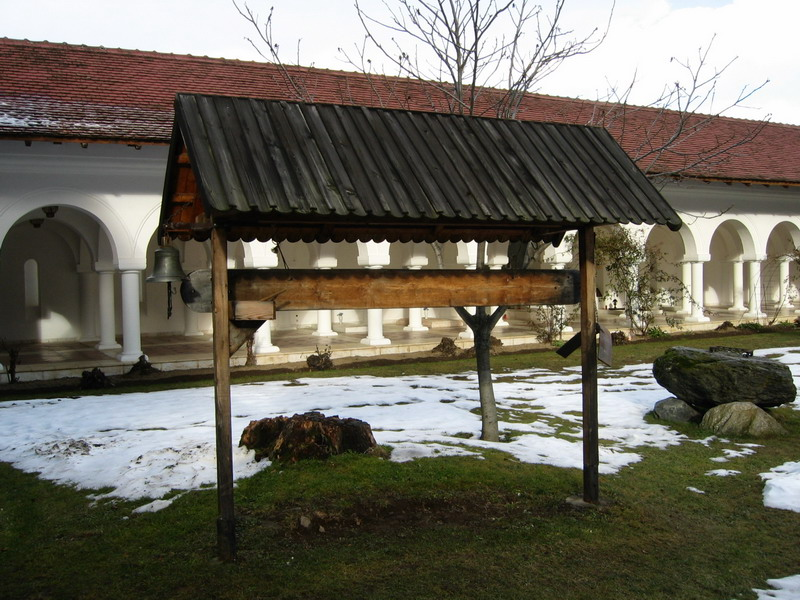
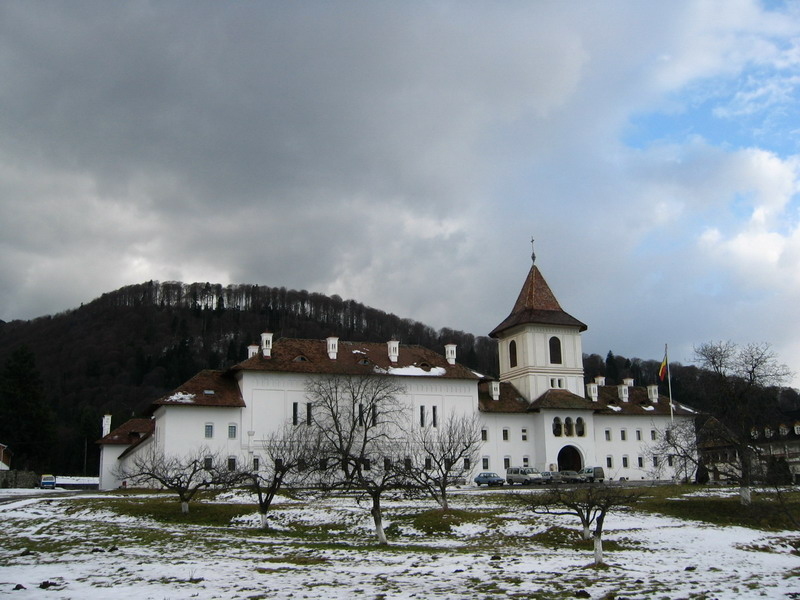
Vedere generală a Mănăstirii Sâmbăta de Sus
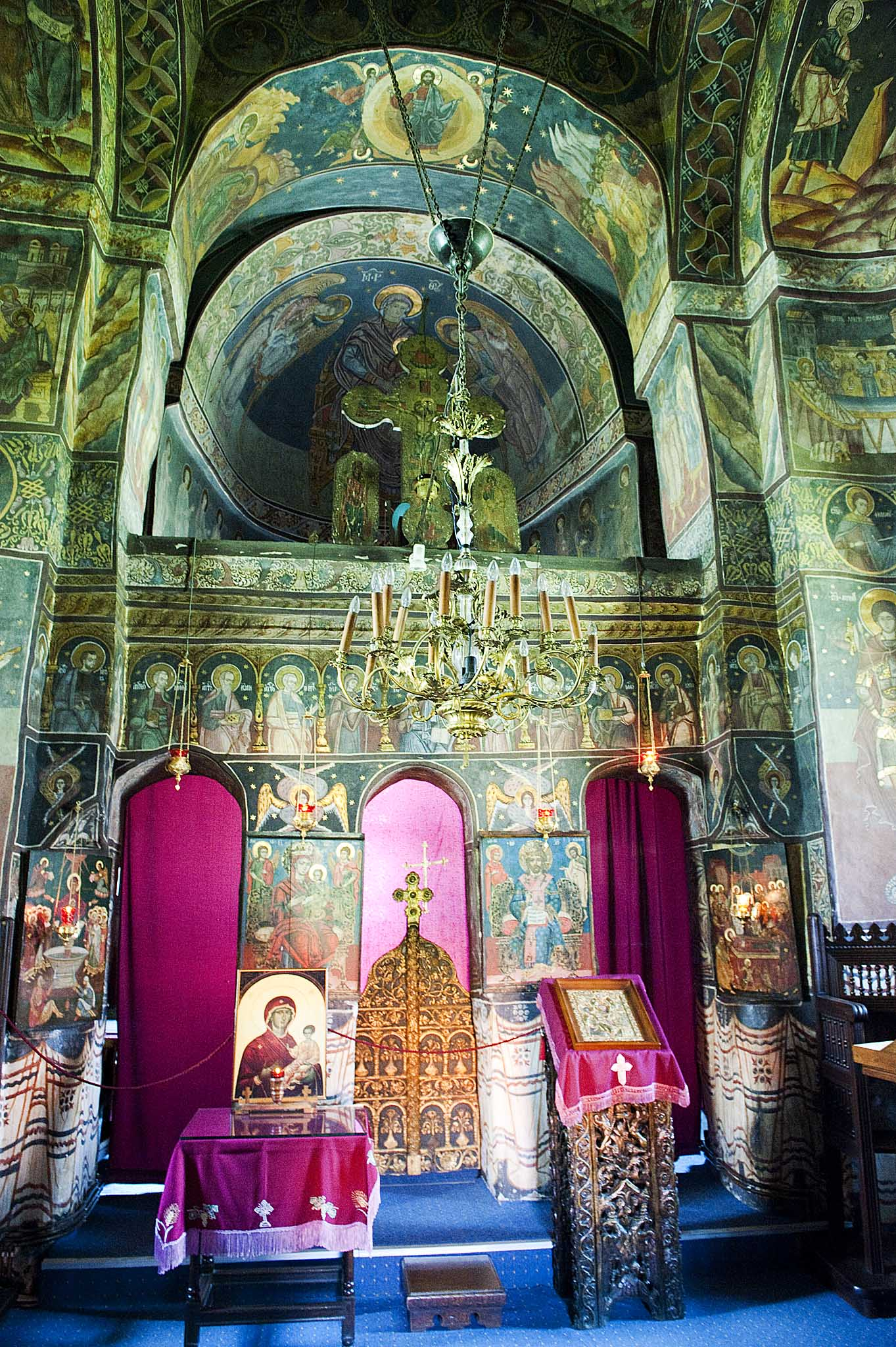
Interior al bisericii celei vechi, ctitorită de Constantin Brâncoveanu
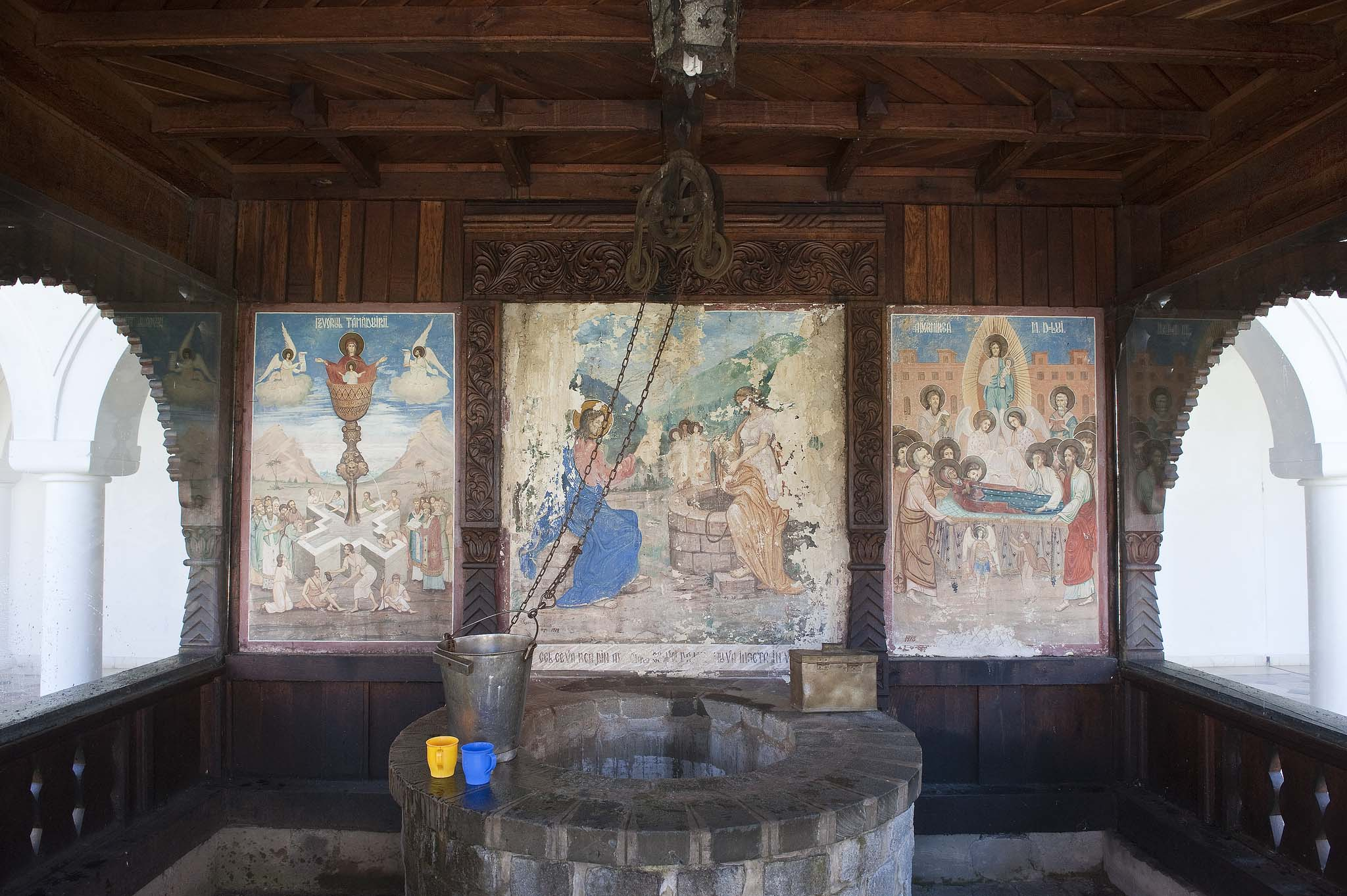
Fântâna „Izvorul Tămăduirii” de la Mănăstirea Sâmbăta de Sus
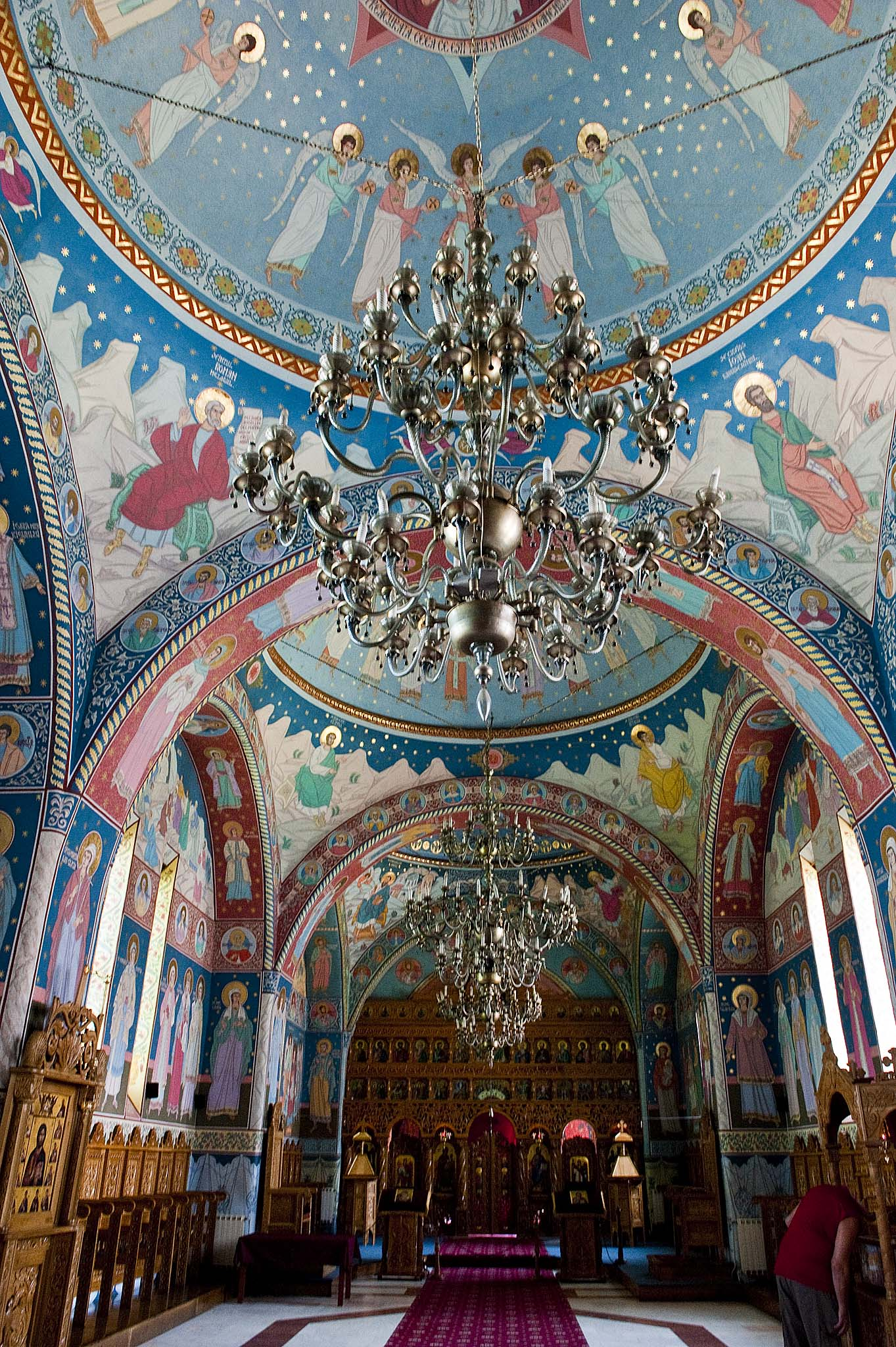
Vedere în interiorul bisericii celei noi
Turnul-clopotniță (la exterior, 2018)
Turnul-clopotniță (în 2018)
Biserica nouă (intrarea)
Stăreția
Galeria chiliilor
Biserica mănăstirii (în 2018)